# Harbach (Landkreis Altenkirchen)
Harbach ist eine Ortsgemeinde im Landkreis Altenkirchen (Westerwald) in Rheinland-Pfalz. Sie gehört der Verbandsgemeinde Kirchen (Sieg) an.

## Geographie
Harbach ist ein Ort im nördlichen Rheinland-Pfalz. Er liegt damit in der Grenzregion zwischen Westerwald, Siegerland und Wildenburgischen Land. Der Ort liegt in zwei Tälern und untergliedert sich in drei Ortsteile: Locherhof (durch den der Löcherbach fließt), Hinhausen (durch den der Hinhausenerbach fließt) und Harbach (dort wo sich die Bäche vereinigen).

### Nachbargemeinden
- Städte: Betzdorf (8,21 km), Freudenberg (Siegerland) (6 km), Kirchen (6,5 km), Siegen (14 km), Wissen (9,5 km)
- Gemeinden: Friesenhagen (6 km), Niederfischbach (2 km)

### Gemeindegliederung
Die Gemeinde gliedert sich in die drei Ortsteile Harbach, Hinhausen und Locherhof.

## Geschichte
Im Jahr 1235 wurde ein Ort Hunhausen (Hinhausen) erstmals urkundlich erwähnt; 1520 war die erste urkundliche Erwähnung von Harbach. 1587 wurden in Harbach bereits 9 Feuerstellen gezählt;
1787 waren im Ort 21 Haushaltungen mit 186 Einwohnern anzutreffen. 1815 hatte er 233 Einwohner, Harbach wird „preußisch“; 1822 wurde eine Schule in Harbach gebaut; der Bau einer weiteren Schule in Hinhausen erfolgt 1907. 1953 wurde die katholische Kirche eingeweiht. Am 7. Juni 1969 wurde der Ortsteil Oberasdorf mit 124 Einwohnern nach Niederfischbach umgemeindet.
Über lange Zeit war die Landwirtschaft gepaart mit der Haubergswirtschaft die Haupterwerbsquelle der Dorfbewohner. In späteren Jahren kam noch der Bergbau hinzu. Heute arbeiten nur noch wenige Menschen direkt im Ort.
Bevölkerungsentwicklung
Die Entwicklung der Einwohnerzahl, die Werte von 1871 bis 1987 beruhen auf Volkszählungen:
| Jahr | Einwohner |
| 1815 | 233       |
| 1835 | 310       |
| 1871 | 412       |
| 1905 | 493       |
| 1939 | 411       |
| 1950 | 463       |

| Jahr | Einwohner |
| 1961 | 455       |
| 1970 | 515       |
| 1987 | 527       |
| 1997 | 587       |
| 2005 | 576       |
| 2023 | 518       |

## Politik

### Gemeinderat
Der Gemeinderat in Harbach besteht aus zwölf Ratsmitgliedern, die bei der Kommunalwahl am 9. Juni 2024 in einer Mehrheitswahl gewählt wurden, und dem ehrenamtlichen Ortsbürgermeister als Vorsitzendem.

### Bürgermeister von Harbach
| 1964–198900 | Hermann Hof        |
| 1989–2004   | Hans Dücker        |
| Seit 2004   | Andreas Buttgereit |

Bei der Direktwahl am 26. Mai 2019 wurde Andreas Buttgereit mit einem Stimmenanteil von 82,61 % und am 9. Juni 2024 als einziger Bewerber mit 85,8 % jeweils für fünf Jahre wiedergewählt.

### Wappen
| Wappen von Harbach | Blasonierung: „In Rot eine bewurzelte, gestielte, goldene Lilie, begleitet links von einem silbernen Eichenblatt, rechts von einer silbernen Pflugschar.“ |
| Wappen von Harbach | |

## Kultur und Sehenswürdigkeiten

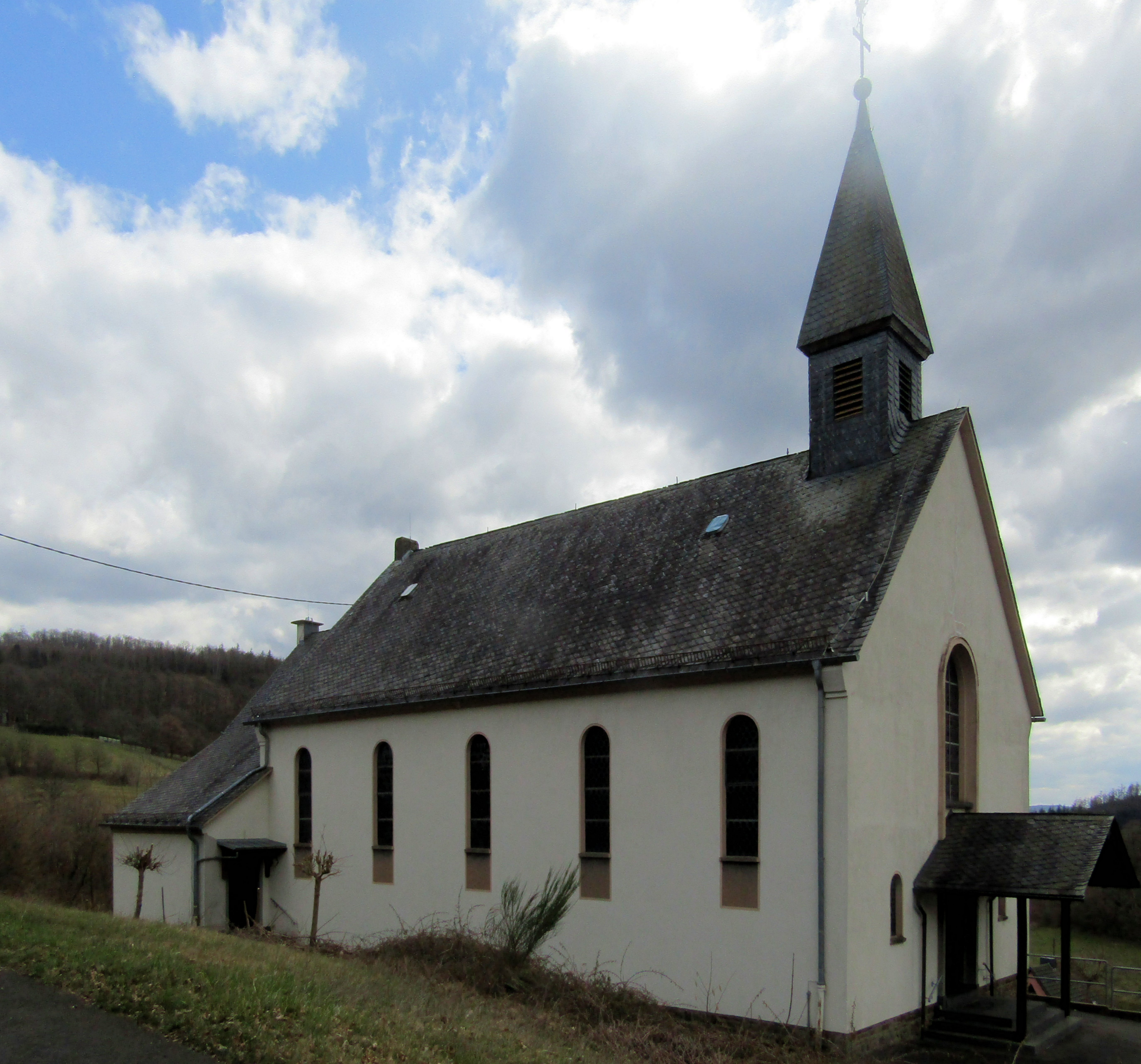
Josefskirche in Harbach

- Josefskirche

### Regelmäßige Veranstaltungen
- Karnevalssitzung der Ortsvereine
- Kirmes (immer am letzten Wochenende im April)
- Hobbyfußballturnier am Pfingstsonntag

## Wirtschaft und Infrastruktur

### Landschaftsnutzung
Laut Statistischem Landesamt wurde die zur Verfügung stehende Fläche 2005 wie folgt aufgeteilt:
- Landwirtschaftsfläche 21,7 %
- Waldfläche 71,4 %
- Wasserfläche 0,2 %
- Siedlungs- und Verkehrsfläche 6,6 %
- sonstige Fläche 0,1 %

### Öffentliche Einrichtungen
Bürgerhaus der Ortsgemeinde

### Bildung
Seit etlichen Jahren gibt es in Harbach keine Schule mehr. Die schulpflichtigen Kinder gehen in Schulen der Nachbargemeinden.